# Somaliacris rugosa
Somaliacris rugosa är en insektsart som beskrevs av Vitaly Michailovitsh Dirsh 1959. Somaliacris rugosa ingår i släktet Somaliacris och familjen gräshoppor. Inga underarter finns listade i Catalogue of Life.